# Lajos Áprily
Lajos Áprily (Braşov, 1887 – Budapest, 1967) è stato un poeta ungherese.

## Biografia
Fu un poeta legato alla rivista Nyugat (Occidente), di cui Endre Ady è considerato il padre fondatore.
Fu discreto cantore della vita familiare e della tranquilla Transilvania, anche se per molti anni insegnò in un liceo di Budapest.
Tra i temi ricorrenti delle sue liriche si possono menzionare le montagne dei Carpazi, i ruscelli e le foreste.
Il suo stile si avvicinò al tardo Impressionismo, con elementi elegiaci e la forma elevata.
Importanti risultarono anche le sue traduzioni, di Henrik Ibsen, Gerhart Hauptmann, Ivan Sergeevič Turgenev e Aleksandr Sergeevič Puškin.

## Opere
- Falusi elégia, versek, 1921
- Esti párbeszéd, versek, 1923
- Rasmussen hajóján, versek, 1926
- Vers vagy te is, versek, 1926
- Idahegyi pásztorok, verses dráma, 1929
- Rönk a Tiszán, versek, 1934
- Úti jegyzetek. Egy pedagógiai vándorlás megfigyelései, úti beszámoló, 1934
- A láthatatlan írás, versek, 1939
- Az aranyszarvas, műfordítások, 1964
- Fecskék, özek, farkasok, történetek, 1965
- Jelentés a völgyből, versek, 1965
- Akarsz-e fényt? Versek; A bíboros. Dráma, 1969